# Розалинд Франклин (марсоход)
«Розалинд Франклин», ранее известный как «ЭкзоМарс» (англ. ExoMars rover) — планируемый марсоход, который являлся частью международной миссии «ЭкзоМарс», проводимой под эгидой Европейского космического агентства (ЕКА) и Госкорпорации «Роскосмос». Назван в честь английского биофизика Розалинды Франклин.
План предусматривал использование российской ракеты-носителя, несущего модуля ЕКА и российского посадочного модуля, который должен был доставить марсоход на поверхность Марса. После мягкой посадки марсоход, питаемый энергией от солнечных батарей, будет в течение шести месяцев (218 солов) проводить работы по поиску существования прошлой или настоящей жизни на Марсе. «Трейс Гас Орбитер», запущенный в 2016 году, будет работать в качестве спутника-ретранслятора для поддержания связи с марсоходом.
Космический аппарат с марсоходом планировали запустить в 2020 году, однако запуск был перенесён на 2022 год, а затем на 2028 год и будет реализован ЕКА в сотрудничестве с NASA.

## История
Марсоход представляет собой автономный шестиколесный аппарат весом до 295 кг (650 фунтов), что приблизительно на 60 % больше, чем марсоходы «Спирит» и «Оппортьюнити» из программы НАСА 2004 года по исследованию Марса, но в три раза легче марсохода «Кьюриосити», запущенного в 2011 году.
В феврале 2012 года, после ухода из проекта НАСА, ЕКА вернулась к предыдущей конструкции небольшого вездехода весом 207 кг. Планируется, что инструментарий будет состоять из экзобиологической лаборатории, с названием «Аналитическая лаборатория Пастера» (Луи Пастер — один из основоположников микробиологии и иммунологии) которая будет искать следы биомолекул или биосигнатур из прошлой или настоящей жизни. Также на марсоходе будет установлен бур длиной 2 метра (6,6 футов), с помощью которого планируется взять образцы коренной породы для бортовой лаборатории.
Ведущий разработчик марсохода «ЭкзоМарс», Британское подразделение компании Airbus, приступило к закупкам критически важных компонентов в марте 2014 года. В декабре 2014 года государства-члены ЕКА одобрили финансирование для ровера, чтобы запустить его в 2018 году, но средств оказалось недостаточно, поэтому запуск отложили до 2020 года. Создание колёс и системы подвески оплачиваются канадским космическим агентством и производятся корпорацией MDA в Канаде.
По планам на сентябрь 2013 года космический аппарат ожидалось запустить в 2018 году. Однако из-за кризисных явлений в европейской и российской промышленной деятельности стали задерживаться поставки научной аппаратуры. В мае 2016 года ЕКА объявило, что миссия была перенесена до следующего стартового окна на июль 2020 года. В 2020 году начало миссии было перенесено на август — сентябрь 2022 года. 

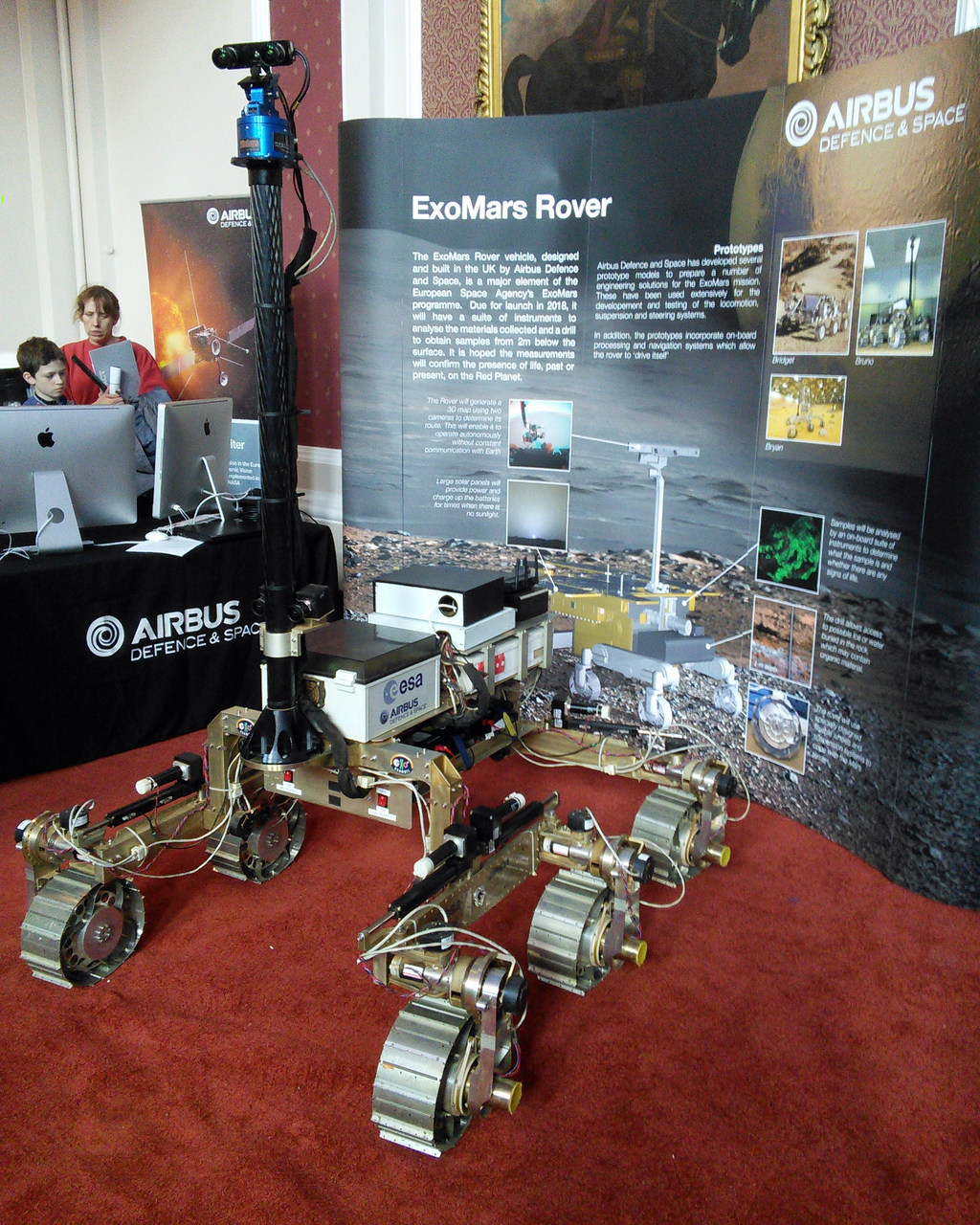
Прототип марсохода «Розалинд Франклин» в 2015 году на Кембриджском научном фестивале

17 марта 2022 года ЕКА, в связи с вторжением России на Украину в рамках российско-украинской войны, приостановило реализацию совместной астробиологической программы Европейского космического агентства (ЕКА) и госкорпорации «Роскосмос» «ЭкзоМарс», частью которой является марсоход «Розалинд Франклин» и марсианская посадочная платформа Казачок, в связи с чем запуск миссии был перенесён, как минимум до 2024 года. По состоянию на май 2022 года официально запуск марсохода ожидается не раньше 2028 года.
В апреле 2024 года было заявлено, что запуск марсохода намечен на октябрь-декабрь 2028 года. Проект будет реализовываться в сотрудничестве с NASA, при этом европейские фирмы изготовят новую посадочную платформу и перелётный модуль, а NASA предоставит тормозные двигатели, радиоизотопные нагреватели и ракету-носитель.

## Навигация
В миссии «ЭкзоМарс» предъявленные требования к марсоходу «Розалинд Франклин» таковы, что для выполнения поставленных научных задач он должен уметь преодолевать до 70 м (230 футов) пути за Сол (марсианские сутки) по марсианской поверхности. Продолжительность работы вездехода на поверхности Марса составит семь месяцев, а пройти он должен не менее 4 км (2,5 миль).
Поскольку марсоход связывается с наземными диспетчерами через «Трейс Гас Орбитер», а тот пролетает над марсоходом только два раза в Сол (марсианские сутки), дистанционные земные водители не смогут в реальном времени активно управлять марсоходом по поверхности. Поэтому марсоход разработан так, чтобы самостоятельно двигаться по поверхности Марса. Две стереокамеры позволяют марсоходу создавать 3D карту местности, которую навигационное программное обеспечение использует для оценки местности вокруг марсохода. Таким образом, он самостоятельно сможет объезжать препятствия и находить оптимальный маршрут к указанным наземными водителями пунктам назначения.
27 марта 2014, в компании Airbus Defence and Space в Стивенэйдже, Великобритания, был открыт Марсианский полигон для облегчения разработки и испытания марсохода автономной навигационной системы. Полигон представлял собой площадку размером 30 на 13 метров, на которой находилось 300 тонн песка и камней, предназначенных для имитации марсианского рельефа.

## Полезная нагрузка

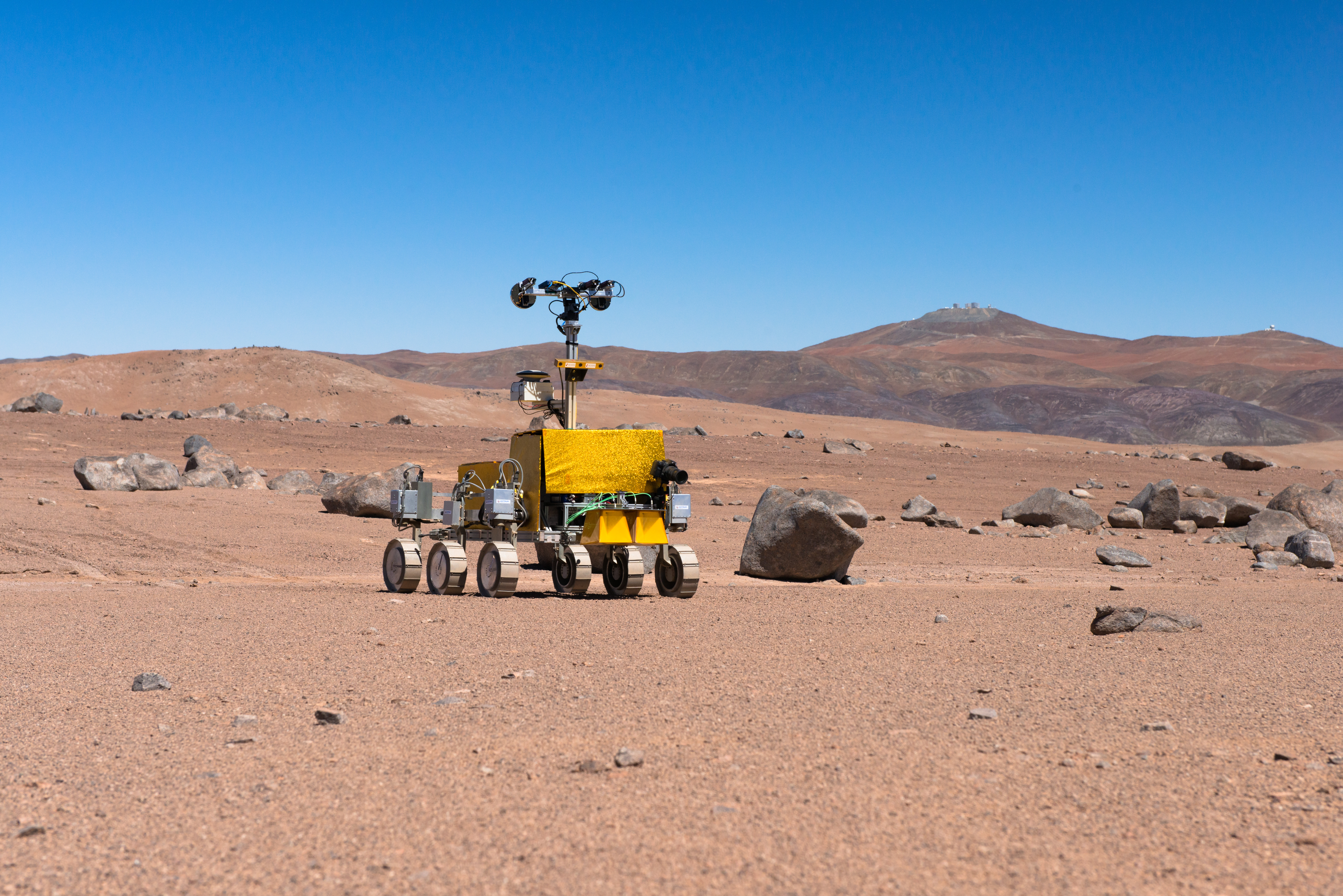
Марсоход «Розалинд Франклин» тестируется около обсерватории Параналь.

Полезная нагрузка марсохода содержит следующее оборудование:

### Система панорамных камер (PanCam)
PanCam была создана для создания цифровой карты местности для марсохода и поиска морфологических подписей прошлого биологической активности, сохранившихся на текстуре поверхности скал. В PanCam сборку входят две широкоформатные камеры для многоспектральной стереоскопической панорамной визуализации, и с высоким разрешением камера высокого разрешения цветного изображения. В PanCam будет также осуществляться поддержка научных измерений других приборов путем фотосъемки с высоким разрешением в местах с затрудненным доступом, таких как кратеры и скальные стены, и поддержка подборки лучших сайтов для проведения исследования экзобиологии. Витражные стекла будут использоваться для предотвращения влияния ультрафиолетового излучения на изменение цветов изображения. Это позволит получать истинные цветные изображения поверхности Марса.

### Бурильная установка
Принципиально важным устройством ровера является бур с максимальной рабочей глубиной 2 м, оснащенный ИК-спектрометром для минералогического изучения грунта. Извлеченные образцы диаметром 1 см и длиной З см поступают в аналитическую лабораторию для минералогического и химического исследования, включая поиск органических соединений и биомаркеров. Номинальная программа предусматривает исследование 17 образцов, из которых восемь будут получены в двух циклах бурения до глубины 2 м.

### Научные приборы
- ИК-спектрометр ISEM для минералогической оценки объектов на поверхности;
- Цветная камера CLUPI для съемки пород и грунта с высоким разрешением;
- Радиолокатор WISDOM для выявления структуры грунта под марсоходом;
- Нейтронный спектрометр ADRON-RM для поиска подповерхностной воды и гидратированных материалов и выявления наилучших мест для взятия образцов;
- Мультиспектральная подповерхностная камера-спектрометр Ma_MISS (в составе бурового устройства);
- Видовой спектрометр видимого и инфракрасного диапазона MicrOmega для минералогических исследований марсианских образцов;
- Рамановский спектрометр RLS для определения минералогического состава и выявления органических пигментов;
- Анализатор органических молекул МОМА для поиска биомаркеров.

До приостановки сотрудничества с Роскосмосом два из девяти приборов марсохода должны были быть российскими. Этими приборами были спектрометр ISEM изготовлен в ИКИ РАН в Отделе физики планет под руководством О. И. Кораблёва, а прибор ADRON-RM — в Отделе ядерной планетологии под руководством И. Г. Митрофанова.

## Выбор места посадки

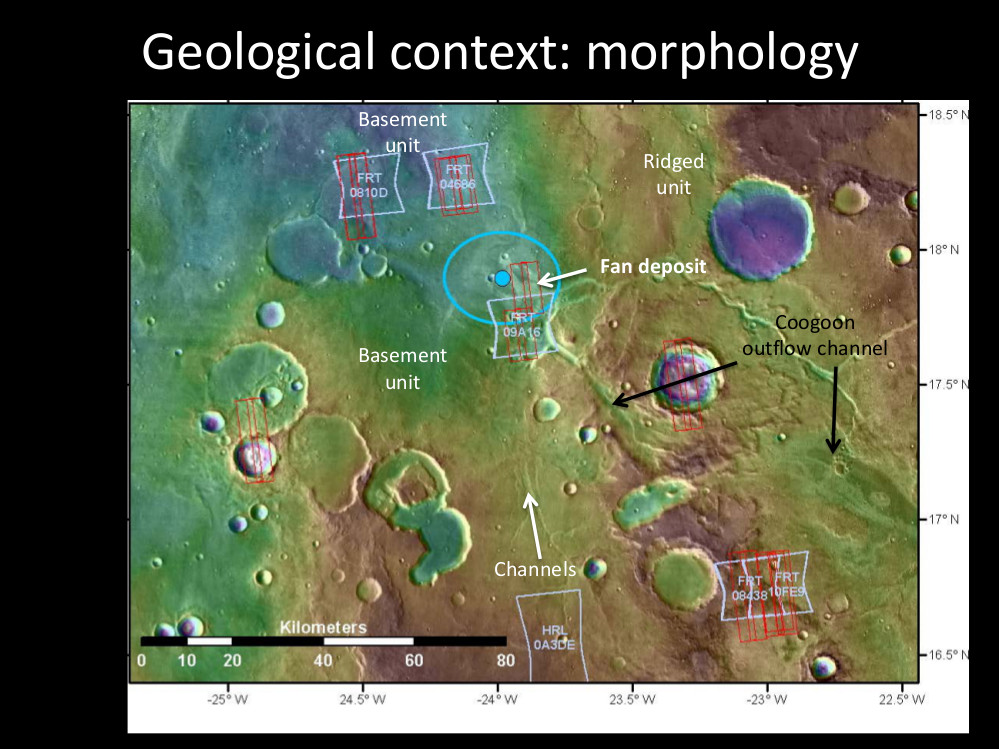
Oxia Planum, близ экватора — потенциально подходящее место для посадки, обладает неплохими биопоказателями и представляет собой гладкую поверхность.

После рассмотрения вариантов, группа назначенная ЕКА предложила короткий список из четырёх мест, который и был официально рекомендован в октябре 2014 года для дальнейшего детального анализа:
- Mawrth Vallis
- Oxia Planum
- Hypanis Vallis
- Aram Dorsum

21 октября 2015 в качестве предпочтительного места посадки для марсохода «Экзомарс-2018» был выбран вариант Oxia Planum. Однако, так как запуск отложен до 2020 года, возможно будет рассмотрен вариант Aram Dorsum или Mawrth Vallis.
После того, как посадочная платформа марсахода «Розалинд Франклин» совершит посадку, из неё выдвинутся специальные пандусы, чтобы марсоход мог съехать на поверхность планеты. Приборы установленные на посадочной платформе будет изучать окружающую среду и поверхность Марса в месте посадки. Номинальная продолжительность работы первоначального варианта платформы марсахода была запланирована на один земной год.

## Выбор названия для марсохода
В июле 2018 года Европейское космическое агентство запустило конкурс по выбору названия для марсохода на сайте Airbus.
В феврале 2019 года марсоход получил имя «Розалинд Франклин», в честь английского химика и пионера исследований структуры ДНК.